# 坎布里亞 (密歇根州)
坎布里亞（英語：Cambria）是位於美國密歇根州希爾斯代爾縣坎布里亞鎮區的一個普查規定居民點。

## 人口
根據2020年美國人口普查的數據，坎布里亞的面積為3.26平方千米，當中陸地面積為3.21平方千米，而水域面積為0.05平方千米。當地共有人口258人，而人口密度為每平方千米79.14人。